# Hannelore Anke
Hannelore Anke (Schlema, 8. prosinca 1957.) je bivša istočnonjemačka plivačica.
Dvostruka je olimpijska pobjednica u plivanju.
Godine 1990. primljena je u Kuću slavnih vodenih sportova.